# Скоростная железная дорога Циндао — Цзинань
Скоростная железная дорога Циндао — Цзинань (кит. 胶济客运专线) длиной 362.5 км соединяет столицу провинции Шаньдун Цзинань с крупнейшим городом провинции Циндао. В дальнейшем дорога станет частью Высокоскоростной пассажирской линией Циндао — Тайюань. Соседняя секция Цзинань — Шицзячжуан предположительно будет построена в 2015 году. Строительство дороги началось 28 января 2007 года и завершилось 20 декабря 2008 года。
Дорога рассчитана на скорость движения 250 км/час.
В Цзинане возможен переход на Пекин-Шанхайскую высокоскоростную железную дорогу.

## Остановки
На маршруте Циндао — Цзинань имеется 13 остановок:
1. Циндао (кит. 青岛站)
2. Цзяочжоу — Северный(кит. 	胶州北站)
3. Гаоми (кит. 高密站)
4. Чанъи (кит. 昌邑站)
5. Вэйфан (кит. 潍坊站)
6. Чанлэ (кит. 昌乐站
7. Цинчжоу — Северный (кит. 青州北站
8. Линьцзы (кит. 临淄站
9. Цзыбо (кит. 淄博站)
10. Чжоуцунь — Восточный (кит. 周村东站)
11. Чжанцюй (кит. 章丘站)
12. Цзинань — Восточный (кит. 济南东站)
13. Цзинань (кит. 济南站)